# マロン酸セミアルデヒドデヒドロゲナーゼ (アセチル化)
マロン酸セミアルデヒドデヒドロゲナーゼ (アセチル化)（malonate-semialdehyde dehydrogenase (acetylating)）は、イノシトール代謝、アラニン・アスパラギン酸代謝、β-アラニン代謝、プロピオン酸代謝酵素の一つで、次の化学反応を触媒する酸化還元酵素である。
マロン酸セミアルデヒド + CoA + NAD(P)+ {\displaystyle \rightleftharpoons } アセチルCoA + CO2 + NAD(P)H
反応式の通り、この酵素の基質はマロン酸セミアルデヒドとCoAとNAD(P)+、生成物はアセチルCoAとCO2とNAD(P)Hである。
組織名は3-oxopropanoate:NAD(P)+ oxidoreductase (decarboxylating, CoA-acetylating)で、別名にmalonic semialdehyde oxidative decarboxylaseがある。